# Filippo Acciaiuoli (podestà di Ferrara)

Stemma degli Acciaiuoli

Filippo Acciaiuoli (fl. XIV secolo) è stato un politico italiano, esponente della famiglia Acciaiuoli di Firenze nel XIV secolo.

## Biografia
Figlio di Tommaso Acciaiuoli detto "Mannino", fu fratello di Donato Acciaiuoli il vecchio, Monte, Albizo, Edoardo e Alamanno. Fu tra gli uomini inviati dai fiorentini per presidiare Montecatini nelle lotte con i ghibellini.
Si ricorda il podestato della città di Ferrara nel 1365 e al servizio degli Estensi per ragioni economiche nella città di Firenze.